# 蒙特莱昂内新村
蒙特莱昂内新村（義大利語：Villanova Monteleone）是意大利撒丁大区萨萨里省的一个市镇。总面积202.58平方公里，人口2420人，人口密度11.9人/平方公里（2009年）。ISTAT代码为090078。